# Fran Murcia
Fran Murcia, né le 14 novembre 1970, à Murcie, en Espagne, est un ancien joueur de basket-ball espagnol. Il évolue au poste d'ailier fort.

## Palmarès
- Coupe du Roi 1990